# 埃文代爾 (喬治亞州)
埃文代爾（英語：Avondale）是位於美國喬治亞州比伯縣的一個非建制地區。該地的面積和人口皆未知。

## 地理
埃文代爾的座標為32°59′07″N 83°52′56″W / 32.98528°N 83.88222°W，而該地的平均海拔高度為107米（即351英尺）。